# Canale Monterano
Canale Monterano är en ort och kommun i storstadsregionen Rom, innan 2015 provinsen Rom, i regionen Lazio i Italien. Kommunen hade 4 093 invånare (2018).